# NGC 3621
NGC 3621 este o pure-disc galaxy⁠(d) situată în constelația Hidra. A fost descoperită în 17 februarie 1790 de către William Herschel. Se află la o distanță de 6,64 megaparseci de Pământ.